# Momordica
Momordica es un género de plantas fanerógamas de la familia Cucurbitaceae. Comprende 155 especies descritas y de estas, solo 36 aceptadas.

## Descripción
Son bejucos, delgados, monoicos, probablemente anuales; tallos sulcados. Hojas pecioladas, profundamente lobadas. Zarcillos simples. Inflorescencias axilares, las flores amarillas. Flores solitarias (en Mesoamérica), axilares, pedunculadas; hipanto cupulado o cortamente infundibuliforme; lobos del cáliz 5; corola campanulada, los lobos 5, libres; estambres 3, los filamentos libres, las anteras connatas, las tecas flexuosas. Flores pistiladas con el perianto como en las flores estaminadas; ovario alargado fusiforme, constricto en la base y el ápice, los óvulos numerosos, horizontales; estilo delgado; estigmas 3, 2-lobados. Frutos (Mesoamérica) fusiformes, carnosos, 3-valvados; semillas túrgidas o comprimidas. 

## Distribución
Se encuentra en las regiones tropicales y subtropicales del Viejo Mundo, especialmente de África; 1 sp. introducida en América.

## Taxonomía
El género fue descrito por Carlos Linneo y publicado en Species Plantarum 2: 1009. 1753. La especie tipo es: Momordica charantia L.

## Especies
| - Momordica angolensis R.Fernandes - Momordica angustisepala Harms - Momordica anigosantha Hook.f. - Momordica balsamina L. - Momordica boivinii Baill. - Momordica cabrae (Cogn.) C.Jeffrey - Momordica calantha Gilg - Momordica camerounensis Keraudren - Momordica charantia L. - Momordica cissoides Planch. ex Benth. - Momordica clarkeana King - Momordica cochinchinensis (Lour.) Spreng. - Momordica corymbifera Hook.f. - Momordica cymbalaria Hook.f. - Momordica denticulata Miq. - Momordica denudata C.B.Clarke - Momordica dioica Roxb. ex Willd. - Momordica enneaphylla Cogn. - Momordica foetida Schumach. - Momordica glabra Zimmerman | - Momordica henriquesii Cogn. - Momordica involucrata E.Mey. - Momordica jeffreyana Keraudren - Momordica laotica Gagnep. - Momordica leiocarpa Gilg - Momordica littorea Thulin - Momordica macrophylla Gage - Momordica mannii Hook.f. - Momordica mossambica H.Schaef. - Momordica multiflora Hook.f. - Momordica obtusisepala Keraudren - Momordica parvifolia Cogn. - Momordica peteri A.Zimm. - Momordica pterocarpa Hochst. - Momordica repens Bremek. - Momordica rostrata A.Zimm. - Momordica sessilifolia Cogn. - Momordica silvatica Jongkind - Momordica suringarii Cogn. - Momordica trifoliolata Hook.f. - Momordica welwitschii Hook.f. |